# ملعب روبرت بوبين
ملعب روبرت بوبين (بالفرنسية: Stade Robert Bobin)‏ هو ملعب كرة قدم يقع في إيفري، فرنسا، يُستخدم حالياً لمباريات كرة القدم وهو الملعب الرئيسي لنادي باريس (نساء). يتسع لـ18850 متفرج. تم افتتاحه في 1994.